# Wang Nanzhen
Wang Nanzhen, conosciuto anche con la traslitterazione Wong Nan-chen (王南珍T, Wáng NánzhēnP; Yixing, 27 novembre 1911 – 1992), è stato un cestista cinese.

## Carriera
Con la Repubblica di Cina ha disputato i Giochi olimpici di Berlino 1936.